# Pandora (EP)
Pour les articles homonymes, voir Pandora.
Albums de Kara
Hits! Hits!
(2012) Kara Collection
(2012)
Singles
1. Pandora
Sortie : 22 août 2012

Pandora est le cinquième mini-album du girl group sud-coréen Kara. Il est sorti le 22 août 2012.

## Liste des titres
Liste des titres
| 1.    | Way                    | Song Soo-yun             | Kim Seung-soo, Han Jae-ho                | 3:05 |
| 2.    | Pandora                | Song Soo-yun             | Yue, Kim Seung-soo, Han Jae-ho           | 3:11 |
| 3.    | Idiot                  | Hwang-hyun, Song Soo-yun | Hwang-hyun                               | 3:24 |
| 4.    | 그리운 날엔 (Miss U)   | Song Soo-yun             | Kim Seung-soo, An Joon-seong, Han Jae-ho | 3:11 |
| 5.    | Pandora (Instrumental) |                          | Yue, Kim Seung-soo, Han Jae-ho           | 3:11 |
| 16:02 |                        |                          |                                          |      |

| 1. | Pandora (Kang Ji-young music video teaser)  |  |
| 2. | Pandora (Goo Ha-ra music video teaser)      |  |
| 3. | Pandora (Park Gyu-ri music video teaser)    |  |
| 4. | Pandora (Nicole Jung music video teaser)    |  |
| 5. | Pandora (Han Seung-yeon music video teaser) |  |
| 6. | Pandora (Group music video teaser)          |  |
| 7. | Pandora (Music video)                       |  |

## Historique de sortie
| Pays         | Date              | Format                       | Label               |
| ------------ | ----------------- | ---------------------------- | ------------------- |
| Corée du Sud | 22 août 2012      | CD, téléchargement numérique | DSP Media CJ E&M    |
| Monde entier | 22 août 2012      | Téléchargement numérique     | DSP Media CJ E&M    |
| Taïwan       | 28 septembre 2012 | CD+DVD                       | Warner Music Taiwan |
| Japon        | 31 octobre 2012   | CD                           | Universal Sigma     |